# Augustov forum
Augustov forum drugi je po starosti među carskim forumima u Rimu. Podignut je između 42. g. pr. Kr. i 2. g. pr. Kr. kao reprezentativno gradsko okupljalište, kojim je dominirao monumentalni Hram Marsa Ultora.

## Povijest gradnje
Tijekom bitke kod Filipa protiv Bruta i Kasija, ubojica njegova adoptivna oca Julija Cezara, Oktavijan, budući car August, zavjetovao se da će ako pobijedi, u Rimu podići hram bogu Marsu Osvetniku (Mars Ultor). To je i učinio, podigavši oko hrama forum koji se na sjeveru nastavlja na Cezarov forum, prvi u nizu rimskih carskih foruma, kojima je – zbog skučenosti i pretrpanosti rimskog Foruma – osim osiguranja nužnih novih reprezentativnih prostora za javno okupljanje, jednako važna funkcija bila politička propaganda tj. ovjekovječenje naručiteljeve slave.
Kako bi naglasio svoju vezu s Cezarom, ključnim čovjekom rimske države u vrijeme njegove mladosti, koji je i u narodu bio vrlo popularan, August je odlučio svoj forum podići u nastavku Cezarova foruma, s njegove istočne strane. Premda je u početku planirao još monumentalniji sklop, zbog velikih teškoća oko otkupa zemljišta sredstvima iz ratnog plijena, prvotni je plan morao biti donekle izmijenjen. To se prije svega vjerojatno odnosi na jugoistočni ugao, na kojem je očita tlocrtna asimetrija vješto prikrivena kolonadama portika. 
Forum je zauzimao prostor veličine 125x118 metara. Na njega se s Cezarovog foruma ulazilo kroz tri ulaza. S dužih strana bio je omeđen kolonadama, a na istočnom kraju nalazio se Hram Marsa Ultora. U središtu foruma nalazio se carev trijumfalni brončani četveropreg. U dnu foruma, uz začelje Hrama, postojala su i dva sekundarna ulaza, kojima se prolazilo kroz 36 metara visok zid, izvorno obložen mramorom i štukom koji je Forum ograđivao od bučne četvrti Subure, štiteći ga također od požara koji su često pustošili taj dio grada. Južni ulaz, tzv. Arco dei Pantani dobro je očuvan, kao i dva kratka stepeništa koja su vodila do njega.

## Hram Marsa Ultora
Hram je bio izgrađen na visokom podiju, sagrađenom u suho tehnikom opus quadratum, obloženome mramorom.
Do hrama se uspinjalo stubištem sa 17 stuba, koje je u svojem središtu imalo žrtvenik, dok je sa strana bilo omeđeno dvjema fontanama.
Na pročelju se nalazilo 8 korintskih stupova od kararskog mramora, visokih preko 17 metara, te još po 8 s dviju bočnih strana.
Sa začelne strane koja se oslanjala na visoki ogradni zid nije bilo stupova, te je hram po tipu dakle bio peripteros sine postico.
U svojoj unutrašnjosti hram je u stanovitoj mjeri ponavljao raspored foruma. 
Kipovi božanstava Marsa Ultora, Venere i božanskog Julija (Divus Iulius) nalazili su se u proširenju cele sličnom apsidi, koje se pristupalo širokim stubištem.
Sačuvani primjer s majstorski oblikovanim Pegazovim protomama pokazuje da su kapiteli pilastara cele bili vrlo bogato kiparski oblikovani, te da su slijedili suvremene atičke uzore. 
Detalji entablature vanjskog trijema kao što je kukasti meandar slijedili su pak suvremene maloazijske uzore, pa je očito da su među projektantima i izvođačima hrama morali biti i Grci.
U hramu je, kao svojevrsna relikvija, čuvan Cezarov mač.

## Portici s egzedrama
Dvije duže strane foruma bile su zaklonjene mramornim porticima korintskoga reda koji su na vrhu bili ukrašeni karijatidama i glavama božanstava na štitovima, no ostaje dvojbeno da li se iznad prizemnog portika nalazila atika ili još jedna etaža (kat) s portikom.
Oba portika su završavala egzedrama. Iza kolonade, na zidu portika i na zidovima egzedri nalazile su se, poredane u dvije etaže, niše za statue istaknutih građana, uokvirene povezanim stupovima, koji su držali mramornu entablaturu. Baza statue sadržavala je natpis s imenom i funkcijom prikazanog zaslužnika, dok su na ploči ispod statue bila navedena njegova djela.
U središtu sjeverne egzedre bio je kip Eneje kraj kojeg su bili manji kipovi Anhiza, Askanija, Jula, te kraljeva Albe Longe.
Slično tome, u središtu južne egzedre bio je kip Romula kojeg su okruživali sumi viri – najznačajnije osobe iz rimske povijesti, čiji su se kipovi nalazili i u nišama oba portika. To su bili, primjerice, trijumfatori iz vremena republike, ali i preci najstarijih rimskih porodica čiji su se članovi u redovima pompejanaca borili protiv Cezara: u svjetlu carske propagande bio je to prikaz nacionalnog izmirenja i povratka Sloge (Concordia).
Augustova promidžba htjela je time prikazati da se mitske predaje (Eneja) i republikanska povijest Rima (Romul) susreću u osobi Oktavijana – Augusta.
Eneja je prethodnik osnivača Rima ali i roda Julijevaca, preko Jula, kralja Albe Longe. Osobito je znakovita podudarnost između ovog niza statua i Vergilijeva popisa Augustovih predaka u IV. knjizi Eneide, očito navedenog s istom ideološkom intencijom.
U egzedrama se i danas vide ostaci bogatog popločanja raznobojnim vrstama mramora iz Numidije, Frigije, s Teosa, Hiosa, Eubeje, da spomenemo samo one čiji se ostaci i danas nalaze na izvornome mjestu.
To nije bio prvi slučaj da su bojeni mramori korišteni u Rimu, ali je bio prvi slučaj da su korišteni u ovako velikoj mjeri. 
Očiti kontrast između bjeline kararskoga mramora Hrama Marsa Ultora i slikovitih raznobojnih mramora korištenih u porticima i egzedrama bio je svakako novost, pa i ne čudi da je Plinije Stariji Augustov forum, skupa s Bazilikom Emilijom (koja je također bila bogata opremljena mramorom) i Vespazijanov Hram Mira (Templum Pacis) navede kao tri najljepša zdanja na svijetu.

## Funkcije arhitektonskoga sklopa
Hram Marsa Ultora je, kao što je to bio običaj kod Rimljana, osim vjerske imao i javnu funkciju. U njemu se sastajao Senat da donosi odluke o ratu i miru. Tu su vojskovođe nakon trijumfa predavali znake svog dostojanstva. Tu su se izlagala i čuvala zaplijenjena vojnička znamenja neprijatelja, a rimski dječaci tu su prvi put bivali odijevani u muške toge.
Egzedre u dnu portika su vjerojatno služile kao sudnice, a portici kao šetnice i okupljališta.

## Promjene i dogradnje
U velikoj prostoriji u dnu sjevernog portika, car Klaudije je dao postaviti 14 m visoku statuu cara Augusta, a tu su se nalazile i dvije Apelove slike.
U osi dvaju pomoćnih ulaza, u dnu foruma, sagrađeni su slavoluci Druzu Mlađem i Germaniku, koji su komemorirali njihove pobjede u Panoniji (Druz) i Germaniji (Germanik). Prema nekim mišljenjima ti su se slavoluci nalazili u ravni cele Hrama Marsa Ultora, dok ih drugi smještaju nešto pliće, u ravan hramskih vrata.

## Augustov klasicizam: Rim i Pula
Premda je faktično bio vladar rimske države, što mu je omogućavalo upravljanje u ono doba enormnim prihodima, August je prezirao raskoš, što pokazuje i činjenica da je ljetnikovac koji je njegova unuka Julija podigla rasipnički rastrošno, po njegovom naređenju bio srušen. Sam je živio u skromnoj kući Hortenzija na Palatinu, koja se nije isticala ni veličinom ni sjajem, te nije bila ukrašena mramorom niti podnim mozaicima, utjelovljujući tako glavno geslo Augustove vladavime – auctoritas: dostojanstvo, vrijednost, primjerenost.
Takav strog, dostojanstven duh obilježavao je i svu arhitekturu Augustova vremena. „Barokne“ težnje kasnorepublikanske arhitekture odjednom su iščezle, zadržavajući se tek u sporednim elementima tlocrta i detaljima skulpturalnih ukrasa. Glavna odlika augustovske arhitekture specifični je klasicizam koji se ogleda u jasnom i strogom skladu stupova i gređa, nosača i tereta. Dominiraju čiste vertikale i horizontale, dok se lukovi i bačvasti svodovi tipični za prethodno vrijeme, naprasno izbjegavaju.
Zorni primjeri takvog klasicizma upravo su Augustov forum u Rimu i Augustov hram u Puli.
Na čitavom Augustovom forumu, izuzev vrata zvanih Arco dei Pantani, ne nalazimo niti jedan luk. 
Štoviše, čak ni niše za statue uglednika u porticima nisu bile presvođene lučno, niti su polukružnog, već pravokutnog tlocrta.
Sličnu strogost vertikala i horizontala, uz upadljivu čednost ornamenta zapažamo i na poznatom Augustovom hramu u Puli, sagrađenom još za careva života, koji na još rigidniji i čišći način utjelovljuje sve osnovne odlike klasicizma augustove epohe.